# Grammy Award for Best Solo Rock Vocal Performance
Der Grammy Award for Best Solo Rock Vocal Performance, auf Deutsch „Grammy-Award für die beste Solo-Gesangsdarbietung – Rock“, ist ein Musikpreis, der bei den jährlich stattfindenden Grammy Awards verliehen wurde. Ausgezeichnet wurden Solokünstler mit qualitativ herausragender Gesangsdarbietung aus dem Musikgenre der Rockmusik. Ab 2012 wurde dieser Preis der Kategorie Best Rock Performance zugeschlagen und nicht mehr als einzelner Preis vergeben.

## Hintergrund und Geschichte
Der ursprünglich als „Grammy Award for Best Rock Vocal Performance, Solo“ bezeichnete Award wurde erstmals 1988 an Bruce Springsteen für sein Album Tunnel of Love verliehen. In den Folgejahren gab es jeweils eine Verleihung 1992 und 1994, seit 2005 wird er jedes Jahr vergeben. Seit der Verleihung 2005 wurde der offizielle Name in „Best Solo Rock Vocal Performance“ geändert. Er ersetzte die nach Geschlecht getrennten Vergaben der Grammys für die Best Male Rock Vocal Performance und Best Female Rock Vocal Performance. Diese Zusammenlegung wurde kritisiert, vor allem, wenn keine Frauen für den Award nominiert wurden. Die National Academy of Recording Arts and Sciences (NARAS) verwies auf einen Mangel an auszeichnungswürdigen Aufnahmen in der Kategorie Female als Grund für die Fusion.
Bei den Grammy-Verleihungen 2012 wurde dieser Preis nicht mehr vergeben werden, da er im Rahmen einer größeren Restrukturierung gemeinsam mit den Kategorien Best Rock Instrumental Performance und Best Rock Performance By A Duo Or Group With Vocals der Kategorie Best Rock Performance zugeschlagen wurde.

## Statistik
Bis 2011 wurde der Grammy Award insgesamt fünfmal an Bruce Springsteen vergeben, der auch in der geschlechtsgetrennten Kategorie Male dreimal den Grammy erhielt und den Rekord in dieser Kategorie hält. Der Grammy wurde ausschließlich an Amerikaner vergeben und Bonnie Raitt war 1992 die einzige Frau, die diesen Grammy je erhalten hat.
Auch bei der Anzahl der Nominierungen liegt Bruce Springsteen mit insgesamt sechs Nominierungen vor dem Kanadier Neil Young, der insgesamt fünfmal nominiert wurde. Er ist der Künstler mit den meisten Nominierungen, ohne den Grammy je erhalten zu haben.

## Gewinner und nominierte Künstler

### 1988–1994
| Jahr                  | Künstler / Band   | Nationalität       | Werk                                           | Weitere nominierte Künstler | Bilder der Künstler |
| --------------------- | ----------------- | ------------------ | ---------------------------------------------- | --- | ------------------- |
| 1988 2. März 1988     | Bruce Springsteen | Vereinigte Staaten | Tunnel of Love                                 | - Joe Cocker – Unchain My Heart - Richard Marx – Don't Mean Nothing - Bob Seger – Shakedown - Tina Turner – Better Be Good to Me                                                 | Bruce Springsteen   |
| 1989                  | —                 | —                  | —                                              | — |                     |
| 1990                  | —                 | —                  | —                                              | — |                     |
| 1991                  | —                 | —                  | —                                              | — |                     |
| 1992 25. Februar 1992 | Bonnie Raitt      | Vereinigte Staaten | Luck of the Draw                               | - Bryan Adams – Can’t Stop This Thing We Started - Eric Clapton – 24 Nights - John Mellencamp – Whenever We Wanted - Robbie Robertson – Storyville - Bob Seger – The Fire Inside | Bonnie Raitt        |
| 1993                  | —                 | —                  | —                                              | — |                     |
| 1994 1. März 1994     | Meat Loaf         | Vereinigte Staaten | I’d Do Anything for Love (But I Won’t Do That) | - Bob Dylan – All Along the Watchtower - Peter Gabriel – Steam - Lenny Kravitz – Are You Gonna Go My Way - Sting – Demolition Man                                                | Meat Loaf, 2004     |

### Verleihung seit 2005
| Jahr                  | Künstler / Band   | Nationalität           | Werk               | Weitere nominierte Künstler | Bilder der Künstler                                             |
| --------------------- | ----------------- | ---------------------- | ------------------ | --- | --------------------------------------------------------------- |
| 2005 13. Februar 2005 | Bruce Springsteen | Vereinigte Staaten     | Code of Silence    | - Ryan Adams – Wonderwall - Steve Earle – The Revolution Starts Now - Melissa Etheridge – Breathe - Tom Waits – Metropolitan Glide                  | Bruce Springsteen, 2008                                         |
| 2006 8. Februar 2006  | Bruce Springsteen | Vereinigte Staaten     | Devils & Dust      | - Eric Clapton – Revolution - Robert Plant – Shine It All Around - Rob Thomas – This Is How a Heart Breaks - Neil Young – The Painter               | Bruce Springsteen live in Mailand, 2006                         |
| 2007 11. Februar 2007 | Bob Dylan         | Vereinigte Staaten     | Someday Baby       | - Beck – Nausea - John Mayer – Route 66 - Tom Petty – Saving Grace - Neil Young – Lookin’ for a Leader                                              | Bob Dylan                                                       |
| 2008 10. Februar 2008 | Bruce Springsteen | Vereinigte Staaten     | Radio Nowhere      | - Beck – Timebomb - Paul McCartney – Only Mama Knows - John Mellencamp – Our Country - Lucinda Williams – Come On                                   | Bruce Springsteen 2008, gemeinsam mit Michelle und Barack Obama |
| 2009 8. Februar 2009  | John Mayer        | Vereinigte Staaten     | Gravity            | - Paul McCartney – I Saw Her Standing There - Bruce Springsteen – Girls in Their Summer Clothes - Eddie Vedder – Rise - Neil Young – No Hidden Path | John Mayer                                                      |
| 2010 31. Januar 2010  | Bruce Springsteen | Vereinigte Staaten     | Working on a Dream | - Bob Dylan – Beyond Here Lies Nothin' - John Fogerty – Change in the Weather - Prince – Dreamer - Neil Young – Fork in the Road                    | Bruce Springsteen im Hyde Park, 2009                            |
| 2011 13. Februar 2011 | Paul McCartney    | Vereinigtes Königreich | Helter Skelter     | - Eric Clapton – Run Back to Your Side - John Mayer – Crossroads - Robert Plant – Silver Rider - Neil Young – Angry World                           | Paul McCartney, 2010                                            |